# Bacowskie Wierchy
Bacowskie Wierchy lub Kocurowa Góra (540 m) – dwuwierzchołkowa góra w Grupie Żurawnicy, wznosząca się od północnego zachodu nad centrum Suchej Beskidzkiej. Na mapie Compassu i w przewodniku turystycznym „Beskid Mały” ma nazwę Kocurowa Góra, ale w państwowym rejestrze nazw geograficnych są to Bacmańskie Wierchy i taką nazwę podaje mapa Geoportalu. W regionalizacji fizycznogeograficznej Polski według Jerzego Kondrackiego zaliczana do Beskidu Małego, w nowszej regionalizacji z 2018 roku do Pasm Pewelsko-Krzeszowskich.
Bacmańskie Wierchy znajdują się w południowo-wschodniej części głównego grzbietu Pasma Żurawnicy. Oddzielone są płytkim, lecz dość szerokim obniżeniem od położonej dalej na północny zachód Prorokowej Góry. Dość strome i w większości porośnięte lasem północno-wschodnie stoki Bacmańskich Wierchów opadają ku dolinie Skawy, stoki południowo-zachodnie do potoku Błądzonka, w kierunku południowo-zachodnim grzbiet Bacmańskich Wierchów poprzez przełączkę przechodzi w szczyt Jasienia.
Bacmańskie Wierchy są porośnięte lasem, ale na przełączce między nimi a Jasieniem znajduje się duża polana. Są tutaj pola uprawne i zabudowania należącego do Zembrzyce osiedla Bacowie. W lesie na południowy wschód od niego znajduje się Kaplica Konfederatów Barskich. U podnóży południowo-wschodniego cypla Jasienia znajduje się Zamek Suski z XVI wieku.
Grzbietem Bacowskich Wierchów biegnie granica między wsią Zembrzyce (stoki północno-wschodnie) i miastem Sucha Beskidzka (stoki południowo-zachodnie) – obydwie miejscowości w województwie małopolskim, w powiecie suskim.